# Larivière-Arnoncourt
Larivière-Arnoncourt is een gemeente in het Franse departement Haute-Marne (regio Grand Est) en telt 158 inwoners (1999). De plaats maakt deel uit van het arrondissement Langres.

## Geografie
De oppervlakte van Larivière-Arnoncourt bedraagt 21,6 km², de bevolkingsdichtheid is 7,3 inwoners per km².
De onderstaande kaart toont de ligging van Larivière-Arnoncourt met de belangrijkste infrastructuur en aangrenzende gemeenten.

## Demografie
Onderstaande figuur toont het verloop van het inwonertal (bron: INSEE-tellingen).

1. ↑  Populations de référence 2022.